# Blazh
Blazh (em russo:  Блажь, em português:  Capricho, também conhecido como em russo:  Я тебя люблю em português:  Te amo) é o álbum solo de estréia do rock cantor russo Nikolai Noskov.

## Faixas
1. Я тебя люблю (Te amo)
2. Я не модный (Eu não gosto)
3. Дай мне шанс (Me dê uma chance)
4. Мой друг (Um amigo meu)
5. Сердца крик (Grito do coração)
6. На Руси (Na Rússia)
7. Блажь (Capricho)
8. Солнце (Sol)
9. Лунный танец (Dança da lua)
10. Ты не сахар (Você não é o açúcar)